# Кошилья (Риу-Гранди-ду-Сул)
Кошилья (порт. Coxilha)  —  муниципалитет в Бразилии, входит в штат Риу-Гранди-ду-Сул. Составная часть мезорегиона Северо-запад штата Риу-Гранди-ду-Сул. Входит в экономико-статистический  микрорегион Пасу-Фунду. Население составляет 2933 человека на 2006 год. Занимает площадь 422,790 км². Плотность населения — 6,9 чел./км².

## История
Основан 20 марта 1992 года. Название было типично для Гаучо, где "Кошилья" означало расположение в регионе с самыми высокими высотами плато Рио-гранденсе, так как первые жители региона построили свои жилища на возвышенностях, таким образом, они чувствовали себя защищенными от нападений индейцев. А примерно в 1840 году Франсиско де Баррос Миранда и Маноэль де Соуза привезли в регион скот.

## Статистика
- Валовой внутренний продукт на 2003 составляет 97.074.787,00 реалов (данные: Бразильский институт географии и статистики).
- Валовой внутренний продукт на душу населения на 2003 составляет 32.862,15 реалов (данные: Бразильский институт географии и статистики).
- Индекс развития человеческого потенциала на 2000 составляет 0,769 (данные: Программа развития ООН).